# Гистопроцессор
Гистопроцессор (от греч. ίστίομ — ткань, англ. processor — процессор, устройство для обработки) — аппарат, автоматически выполняющий гистологическую проводку, являющуюся этапом изготовления гистологического препарата.

## История
Изготовление гистопроцессоров началось в 1979 году, когда компания Sakura (Япония) предложила использовать вакуум для ускорения дегидратации тканей и их пропитки парафином. Предложенная технология была реализована в приборах серии VIP (англ. Vacuum Infiltration Processor — процессор для вакуумной инфильтрации). До разработки этой методики в лабораториях использовалась ручная проводка, а также аппараты карусельного типа, автоматизировавшие проводку, но не ускорявшие её. При этом ручная проводка могла занимать до 3 суток, в то время как использование вакуумной технологии позволило сократить время проводки до 13 часов. В 2004 году в производство были запущены гистопроцессоры скоростной проводки, также называемые гистоконвейерами. Скорость обработки тканей достигалась путём использования микроволнового излучения.

## Принцип работы

### Вакуумные процессоры
В вакуумных процессорах реагенты, обеспечивающие дегидратацию ткани, а также ёмкости для парафиновой среды системой трубок соединены с ретортой. Реторта имеет ультразвуковой датчик, определяющий уровень жидкости, и также нагревательный элемент, задающий температурный режим в соответствии с программой (протоколом) проводки. В реторту помещается корзина, заполненная гистологическими кассетами с материалом. После запуска прибора в неё закачивается реагент, задается температурный режим, а затем на ткань поочередно воздействуют пониженным (за счет чего процессоры такого типа называются вакуумными) и повышенным давлением. Такое воздействие ускоряет обезвоживание ткани. Затем в реторту поступает расплавленная парафиновая среда, и ткань пропитывается парафином. Подобное устройство прибора позволяет сократить время проводки с 3 суток до 13 часов.

### Гистоконвейеры
Гистоконвейеры получили своё название благодаря конвейерному принципу устройства. В приборе имеется несколько (две или четыре) реторты, корзина с образцами ткани перемещается из одной в другую автоматически, последовательно проходя стадии дегидратации и пропитки парафином. Использование микроволновой технологии позволяет сократить время проводки до 1 часа (самый быстрый из существующих приборов, Xpress120, заканчивает проводку за 67 минут). Такие приборы используются в лабораториях, имеющих высокий уровень загрузки и поэтому нуждающихся в высокой скорости обработки гистологического материала, а также при большом объёме молекулярных исследований, так как подобный принцип работы позволяет сохранить молекулярную структуру ткани, делая её пригодной для иммуногистохимического исследования.